# Adam Rainer
Adam Rainer (Graz, 1899 – Vienna, 4 marzo 1950) è stato uno showman austriaco fu, secondo il Guinness dei primati, l'unica persona ad essere stata affetta sia da nanismo sia da gigantismo.

## Biografia

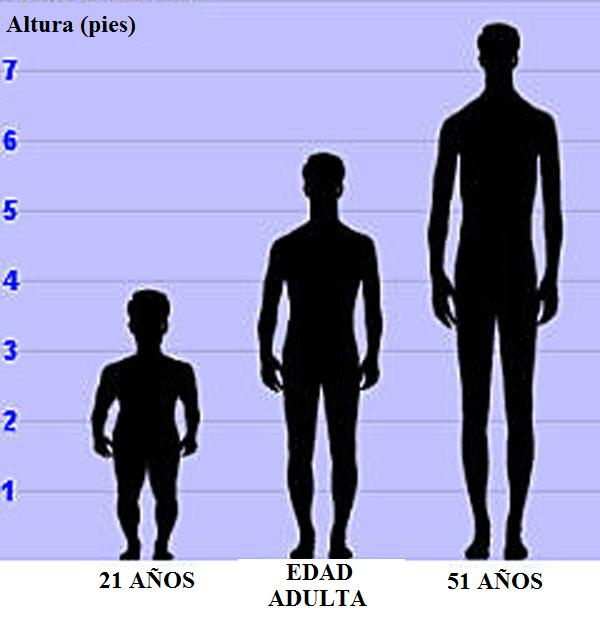
Le tappe della crescita di Adam Rainer

Suo padre aveva una statura di 175 cm, come suo fratello, mentre sua madre misurava 165 cm. Rainer rimase molto basso (circa 118 cm) fino a 21 anni, quando cominciò a crescere molto velocemente a causa di un tumore all'ipofisi. Quando morì, a 51 anni, era alto 234 cm, i suoi piedi erano lunghi 33,3 cm e le sue mani 23,9 cm; pesava circa 110 kg. Detiene pertanto il record per la "statura più variabile".